# VEB Aréna
A VEB Aréna (az UEFA szponzorációs szabályai miatt CSZKA Aréna néven is ismert) 2016-ban épült, többfunkciós stadion a Hodinka-mezőn, Moszkvában. Leginkább a CSKA Moszkva futballcsapata és esetenként az orosz nemzeti csapat hazai mérkőzéseinek ad otthont.

## Történet

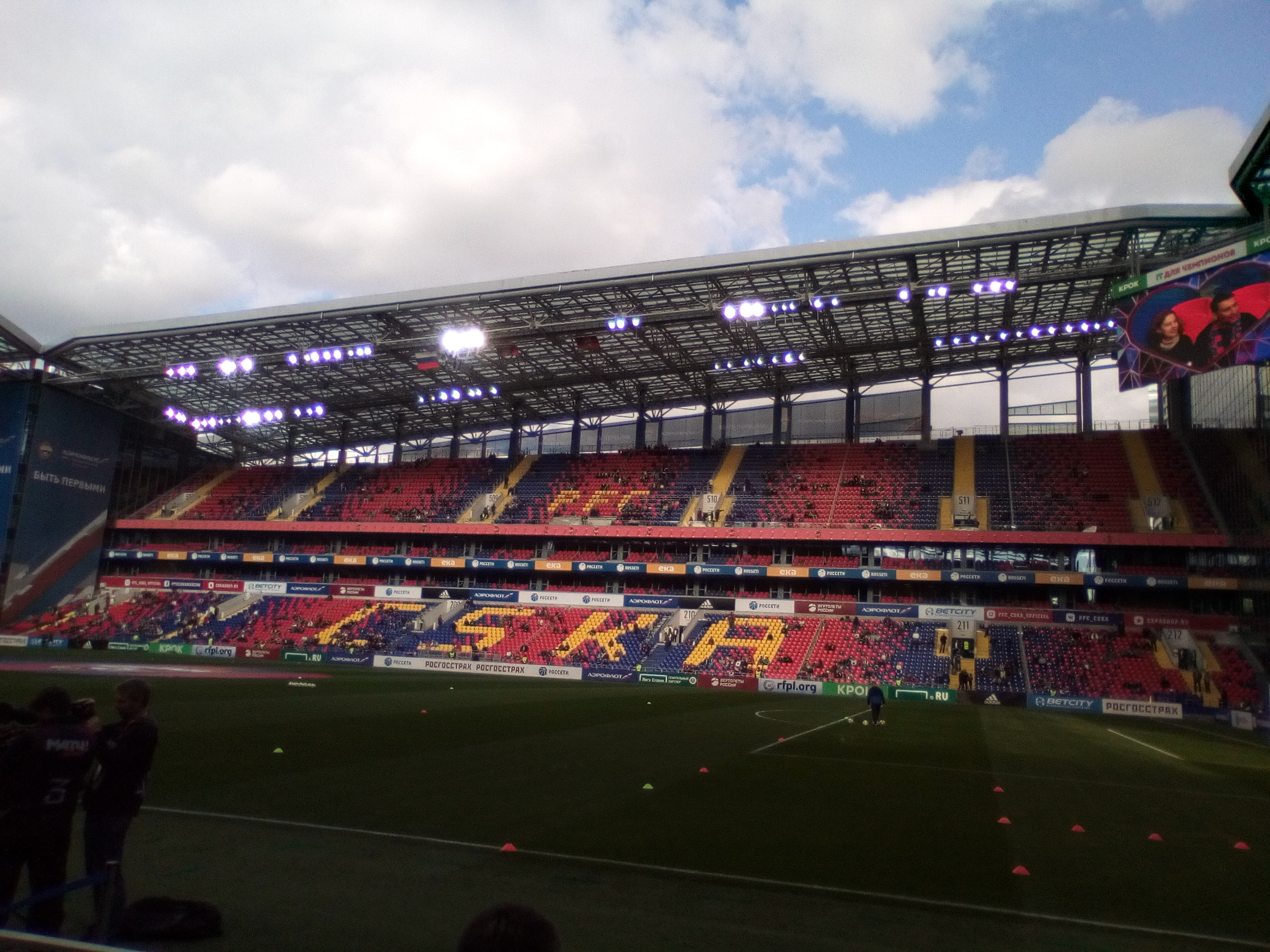
A VEB Aréna belül

Az építés 2007-ben indult, de többször is megszakadt. A leghosszabb szünet tizenhat hónapig (2009–2011) tartott.

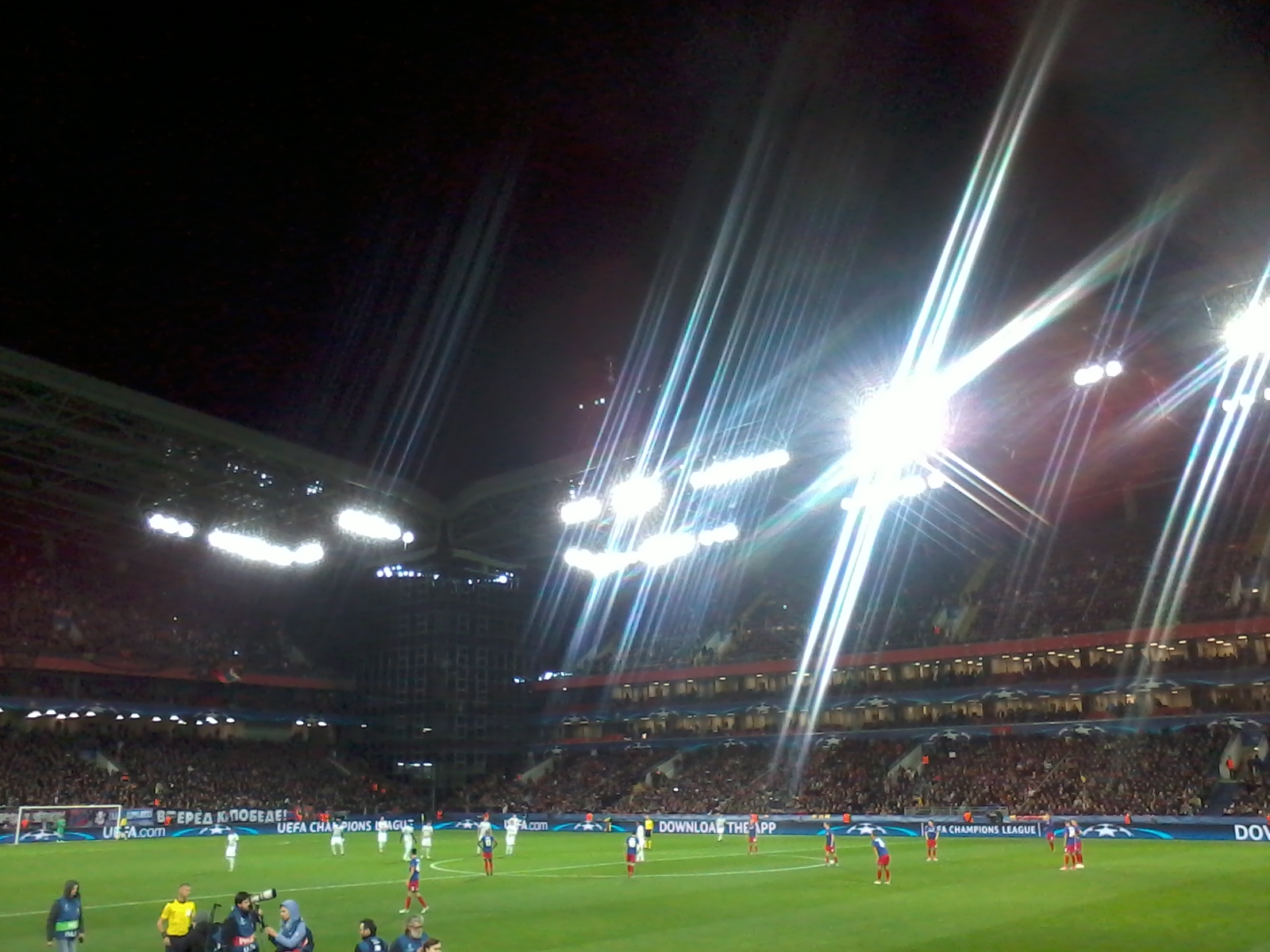
A VEB Aréna a CSZKA Moszkva – Manchester United UEFA Bajnokok Ligája-mérkőzésen

A stadion tervezett kapacitása 30 000 fő. A stadion szerves része egy felhőkarcoló, amelynek az alakja hasonlít az UEFA Kupa serlegére, az első európai kupára, amit orosz csapatként a  CSZKA nyert meg 2005-ben, amikor a Sporting CP-t győzték le a döntőben. A 142 méter magas felhőkarcoló a stadion egyik sarkában áll, de további három is tervbe van véve iroda építése céljából. A stadionhoz 1400 parkolóhelyet terveztek.
2019. október 24-én itt játsszák a CSZKA Moszkva-Ferencváros Európa-liga csoportmérkőzést.

## Fordítás
Ez a szócikk részben vagy egészben  a   VEB Arena című angol Wikipédia-szócikk ezen változatának fordításán alapul.  Az eredeti cikk szerkesztőit annak laptörténete sorolja fel. Ez a jelzés csupán a megfogalmazás eredetét és a szerzői jogokat jelzi, nem szolgál a cikkben szereplő információk forrásmegjelöléseként.